# Васильевское (усадьба, Гагаринский район)
Васильевское — усадьба, расположена в селе Васильевское Гагаринского района Смоленской области.

## История усадьбы
Один из хорошо сохранившихся памятников архитектуры классицизма. Строилась в последней четверти XVIII — начале XIX века. Сначала была сооружена благовещенская церковь (1770-е гг.), а на рубеже веков построен усадебный дом с большим парком и прудом. Главный дом — постройка дворцового типа в стиле классицизма с бельведером с пологим куполом и шпилем.

## План
Усадьба разграничена на две зоны: парадную с усадебным домом и церковью посреди парка, расположенного по обеим сторонам пруда, и хозяйственную, вытянутую вдоль дороги, с рядом служебных строений.

## Галерея
- Герб Повалишиных
- Фотография начала XX века
- Главный дом усадьбы 1956 г.
- Колокольня в с. Васильевское